# Gronw Pebyr
Gronw Pebyr est un personnage de la mythologie celtique brittonique, qui apparaît dans la Quatrième branche du Mabinogi : Math fils de Mathonwy. Il devient l’amant de Blodeuwedd, la femme-fleur, et tente d’assassiner le mari de celle-ci, le dieu Llew Llaw Gyffes.

## Mythologie
Après le viol de la vierge Goewin, la déesse Arianrhod, fille de Dôn, est pressentie pour devenir le « porte-pieds » de son oncle Math, magicien et le souverain du Dyfed. Une obligation contraint le roi à demeurer les pieds dans le giron d’une vierge, sauf quand il doit aller à la guerre. Lors de l’épreuve de virginité, qui consiste à passer sur une baguette magique, Arianrhod donne immédiatement naissance à deux fils. Le premier va se réfugier en océan et se met à nager avec les poissons, d’où son nom Dylan Eil Ton (Dylan fils de la vague). Le second, qui par la suite sera appelé Llew Llaw Gyffes, subit trois interdits (voir la geis en Irlande) de la part de sa mère : elle le prive de nom, elle lui interdit de porter des armes et d’avoir une femme humaine.
Pour contourner cette troisième défense, Math et son neveu le magicien Gwydion fabriquent une femme avec des fleurs de chêne, de genêt et de reines-des-prés. Elle est appelée Blodeuwedd ce qui signifie « visage de fleurs ». Mais celle-ci est infidèle et à l’occasion d’un séjour de son époux à la cour du roi Math, elle le trompe avec Gronw Pebyr (« le fort »), seigneur de Penllyn. Après plusieurs nuits passées ensemble, Gronw Pebyr et Blodeuwedd décident de tuer Llew, mais on ne tue pas un dieu comme un homme et il faut savoir les conditions particulières propices à tuer : quand il prend son bain avec un pied sur une chèvre et l’autre sur une marmite, par une lance forgée spécialement durant un an et un jour.
Quand toutes les conditions sont réunies, Gronw Pebyr donne un coup de lance à Lleu qui s’envole et disparait sous la forme d’un aigle. Gronw Pebyr prend sa place et annexe son cantref. Gwydion retrouve l’aigle et lui redonne son apparence. Llew tue Gronw Pebyr d’un coup de lance et Blodeuwedd est transformée en hibou.

## Compléments

### Sources
- Les Quatre branches du Mabinogi et autres contes gallois du Moyen Âge traduit du gallois, présenté et annoté par Pierre-Yves Lambert, éditions Gallimard, collection « L'aube des peuples », Paris, 1993,  (ISBN 2-07-073201-0).